# たかはしあいこ
たかはし あいこ（1989年12月25日 - ）は、日本のタレント、女優。大阪府出身。

## 人物
- 趣味：ヨガ、マラソン、ダンス、ボクシング、アクティブなことが好き
- 特技：食レポ(箸上げ)、バスケットボール、日舞、子どもをあやす
- 2023年8月8日、落語家の三遊亭遊子と結婚した事を双方のSNSで発表した[1]。

## 出演番組

### テレビ・ラジオ
- おはようコールABC（2014年 - 、朝日放送テレビ）レギュラーリポーター
- 報道ランナー（2018年9月 - 、関西テレビ）リポーター
- 山村宙載の人生はバーベキューだ！！（2018年10月-、KBSラジオ）レギュラーアシスタント
- THE突破ファイル（2018年11月29日、日本テレビ）再現メイン
- オトナの恋愛塾（2018年12月20日、読売テレビ）絵梨 役
- ビーバップ!ハイヒール（朝日放送テレビ）再現　メイン
- ドヨルの妄想族（朝日放送テレビ）
- ごきげんライフスタイル よ〜いドン!（関西テレビ） 再現
- たかじんのそこまで言って委員会
- J-MX全日本モトクロス選手権 リポーター
- ボートの時間!（2019年7月 - 2022年12月、サンテレビ）

### ドラマ
- スローな武士にしてくれ〜京都 撮影所ラプソディー〜（NHK-BS）小柳瞳 役
- べっぴんさん（NHK）母親 役
- 経世済民の男 小林一三（NHK）東宝の秘書 役
- 指定弁護士（2018年9月23日、テレビ朝日）報道記者 役
- 女たちの特捜最前線（テレビ朝日）婦人警官 役
- 名探偵キャサリン～消えた相続人～（テレビ朝日）記者 役
- 科捜研の女～新春スペシャル～（テレビ朝日）麻薬捜査官 役
- 科捜研の女
  - 17（テレビ朝日）第15話 太田ゆかり
  - （2019年） - 横山美保
- 遺留捜査（テレビ朝日）最終話 吉岡奈々 役
- 人間の証明（テレビ朝日）小山田文枝役
- 黒書院の六兵衛（WOWOW）最終話 女官A 役
- 美味でそうろう2（BS朝日）妙 役
- よしもと新喜劇映画商店街戦争〜SUCHICO〜（毎日放送）母親 役
- 日曜プライム おかしな刑事22（2020年） ‐ 秋山美央

### 映画
- 鴨川ホルモー 立命館大学一回生 役
- なげやりな女（短編映画）主演

### CM
- ソニー損保 - 電話オペレーター役[2]
- 静岡信用金庫　- 社員役

### 舞台
- 芸協カデンツァ 初夏の大合奏「カデンツァ新喜劇」（2024年6月1日、内幸町ホール）